# Masicera aenescens
Masicera aenescens är en tvåvingeart som beskrevs av Macquart 1851. Masicera aenescens ingår i släktet Masicera och familjen parasitflugor.
Artens utbredningsområde är Tyskland. Inga underarter finns listade i Catalogue of Life.